# Liste der Baudenkmäler in Jesenwang

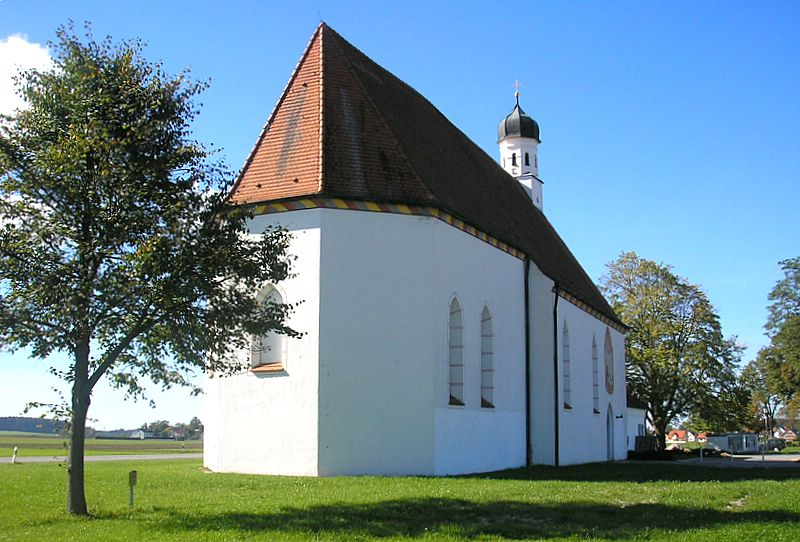
Wallfahrtskirche St. Willibald bei Jesenwang

Auf dieser Seite sind die Baudenkmäler in der oberbayerischen Gemeinde Jesenwang zusammengestellt. Diese Tabelle ist eine Teilliste der Liste der Baudenkmäler in Bayern. Grundlage ist die Bayerische Denkmalliste, die auf Basis des Bayerischen Denkmalschutzgesetzes vom 1. Oktober 1973 erstmals erstellt wurde und seither durch das Bayerische Landesamt für Denkmalpflege geführt wird. Die folgenden Angaben ersetzen nicht die rechtsverbindliche Auskunft der Denkmalschutzbehörde.

## Baudenkmäler nach Ortsteilen

### Jesenwang
| Lage                              | Objekt                                                  | Beschreibung | Akten-Nr.              | Bild                  |
| --------------------------------- | ------------------------------------------------------- | --- | ---------------------- | --------------------- |
| Bergstraße 2 (Standort)           | Ehemaliges Bauernhaus                                   | Zweigeschossiges Wohnstallhaus mit Putzgliederung, traufseitiger Laube über Eingang und im rückwärtigen Bereich angebautem Backofen, Ende 19. Jahrhundert. | D-1-79-130-6 Wikidata  | weitere Bilder        |
| Eschenstraße 1 (Standort)         | Ehemaliges Bauernhaus                                   | Zweigeschossiger Einfirsthof mit Satteldach und Putzgliederung, Wirtschaftsteil modern verändert, um 1870/80. | D-1-79-130-7 Wikidata  | Ehemaliges Bauernhaus |
| Kapellenstraße 20 (Standort)      | Katholische Kapelle Maria Trost, sogenannte Pestkapelle | Kuppelgedeckter Rundbau mit östlichem Vorzeichen, 1651, 1751 erneuert; mit Ausstattung. | D-1-79-130-1 Wikidata  | weitere Bilder        |
| Kapellenstraße 20 (Standort)      | Kruzifix                                                | Eisernes Kreuz mit gusseisernem Korpus und Marienfigur, bezeichnet mit „1909“. | D-1-79-130-11 Wikidata | weitere Bilder        |
| Kirchstraße 14 (Standort)         | Katholische Pfarrkirche St. Michael                     | Spätgotischer Saalbau mit polygonalem Chorschluss und Flankenturm mit Zwiebelhaube, 15. Jahrhundert, barock verändert, Langhaus verlängert 1922/23; mit Ausstattung; Leichenhaus, neugotischer Blankziegelsteinbau mit Walmdach und getrepptem Giebel, Ende 19. Jahrhundert; mit Ausstattung; Friedhofsmauer aus Ziegelstein, Ende 19. Jahrhundert. | D-1-79-130-2           | weitere Bilder        |
| Kirchstraße 24 (Standort)         | Ehemaliges Bauernhaus                                   | Zweigeschossiger Einfirsthof mit Satteldach und geschnitzter Haustür, bezeichnet mit „1885“, Stallteil modern verändert. | D-1-79-130-8 Wikidata  | Ehemaliges Bauernhaus |
| Mammendorfer Straße 7 (Standort)  | Ehemaliges Bauernhaus                                   | Zweigeschossiger Einfirsthof mit beidseitig vorgezogenem Traufgesims, Wirtschaftsteil um 1895, Wohnteil 1899. | D-1-79-130-10 Wikidata | weitere Bilder        |
| Mammendorfer Straße 17 (Standort) | Ehemaliges Bauernhaus                                   | Zweigeschossiger Einfirsthof mit Putzgliederung, Satteldach und geschnitzter Haustür, bezeichnet mit „1857“. | D-1-79-130-9 Wikidata  | weitere Bilder        |

### Bergkirchen
| Lage                     | Objekt                             | Beschreibung | Akten-Nr.    | Bild           |
| ------------------------ | ---------------------------------- | --- | ------------ | -------------- |
| Bergkirchen 2 (Standort) | Katholische Filialkirche St. Maria | Spätgotische Saalkirche mit dreiseitig geschlossenem Chor und Nordturm mit Zwiebelhaube, um 1400, letztes Viertel 17. Jahrhundert barockisiert; mit Ausstattung. | D-1-79-130-3 | weitere Bilder |

### Pfaffenhofen
| Lage                     | Objekt                             | Beschreibung | Akten-Nr.             | Bild           |
| ------------------------ | ---------------------------------- | --- | --------------------- | -------------- |
| Dorfstraße 26 (Standort) | Katholische Filialkirche St. Georg | Kleiner Saalbau mit dreiseitigem Chorschluss, angefügter zweigeschossiger Sakristei und Chorflankenturm mit Zwiebelhaube, im Kern spätgotisch, 1680 barockisiert und erweitert; mit Ausstattung. | D-1-79-130-4 Wikidata | weitere Bilder |

### Sankt Willibald
| Lage                       | Objekt                                     | Beschreibung | Akten-Nr.              | Bild           |
| -------------------------- | ------------------------------------------ | --- | ---------------------- | -------------- |
| St.-Willibald (Standort)   | Kruzifix                                   | Eisernes Kreuz mit gusseisernem Korpus und Maria, Anfang 20. Jahrhundert. | D-1-79-130-12 Wikidata | weitere Bilder |
| St.-Willibald 1 (Standort) | Katholische Wallfahrtskirche St. Willibald | Spätgotischer Saalbau mit eingezogenem Polygonalchor und barockem Dachreiter, weitestgehender Neubau 1478; mit Ausstattung; Mesnerhaus, angefügtes erdgeschossiges Satteldachhaus. | D-1-79-130-5 Wikidata  | weitere Bilder |